# Джамайка (Айова)
Джамайка (англ. Jamaica) — місто (англ. city) в США, в окрузі Гатрі штату Айова. Населення — 195 осіб (2020).

## Географія
Джамайка розташована за координатами 41°50′43″ пн. ш. 94°18′25″ зх. д. / 41.84528° пн. ш. 94.30694° зх. д. (41.845228, -94.306971).  За даними Бюро перепису населення США в 2010 році місто мало площу 1,18 км², уся площа — суходіл.

## Демографія
Згідно з переписом 2010 року, у місті мешкали 224 особи в 97 домогосподарствах у складі 57 родин. Густота населення становила 190 осіб/км².  Було 109 помешкань (92/км²).
Расовий склад населення:
| - 95,1 % — білих - 2,7 % — осіб інших рас |

До двох чи більше рас належало 2,2 %. Частка іспаномовних становила 6,3 % від усіх жителів.
За віковим діапазоном населення розподілялося таким чином: 24,6 % — особи молодші 18 років, 58,0 % — особи у віці 18—64 років, 17,4 % — особи у віці 65 років та старші. Медіана віку мешканця становила 41,7 року. На 100 осіб жіночої статі у місті припадало 91,5 чоловіків;  на 100 жінок у віці від 18 років та старших — 89,9 чоловіків також старших 18 років.
Середній дохід на одне домашнє господарство  становив 53 345 доларів США (медіана — 40 417), а середній дохід на одну сім'ю — 64 737 доларів (медіана — 60 625). Медіана доходів становила 47 083 долари для чоловіків та 28 125 доларів для жінок. За межею бідності перебувало 7,9 % осіб, у тому числі 15,2 % дітей у віці до 18 років та 2,5 % осіб у віці 65 років та старших.
Цивільне працевлаштоване населення становило 111 осіб. Основні галузі зайнятості: виробництво — 28,8 %, роздрібна торгівля — 22,5 %, публічна адміністрація — 12,6 %, освіта, охорона здоров'я та соціальна допомога — 9,9 %.